# Azat-le-Ris
Asat-le-Ris (okzitanisch: Asac le Ríu; auch Asac lo Ris) ist eine französische Gemeinde mit 240 Einwohnern (Stand: 1. Januar 2022) im Département Haute-Vienne in der Region Nouvelle-Aquitaine. Sie gehört zum Arrondissement Bellac und zum Kanton Châteauponsac. Die Einwohner werden Dorachons genannt.

## Geographie
Azat-le-Ris liegt an der Grenze zum Département Vienne, etwa 24 Kilometer nördlich von Bellac. Hier entspringen die Flüsse Salleron und Narablon. Umgeben wird Azat-le-Ris von den Nachbargemeinden Brigueil-le-Chantre im Norden, Verneuil-Moustiers im Nordosten, Tersannes im Osten, La Bazeuge im Süden, Oradour-Saint-Genest im Süden und Südwesten, Lathus-Saint-Rémy im Westen sowie Bourg-Archambault im Nordwesten.
Durch die Gemeinde führt die frühere 675 (heutige D675).

## Bevölkerungsentwicklung
| Jahr                       | 1962 | 1968 | 1975 | 1982 | 1990 | 1999 | 2006 | 2012 | 2020 |
| Einwohner                  | 611  | 558  | 468  | 381  | 310  | 294  | 279  | 254  | 240  |
| Quellen: Cassini und INSEE |      |      |      |      |      |      |      |      |      |

## Sehenswürdigkeiten
- Kirche Saint-Genest, ursprünglich romanische Kirche aus dem 12. Jahrhundert, seit 1926 Monument historique
- Reste einer neolithischen und einer gallo-römischen Siedlung
- Schloss Puy-Mesnil mit Park aus dem 19. Jahrhundert
- Schloss Ris-Chauveron aus dem 19. Jahrhundert

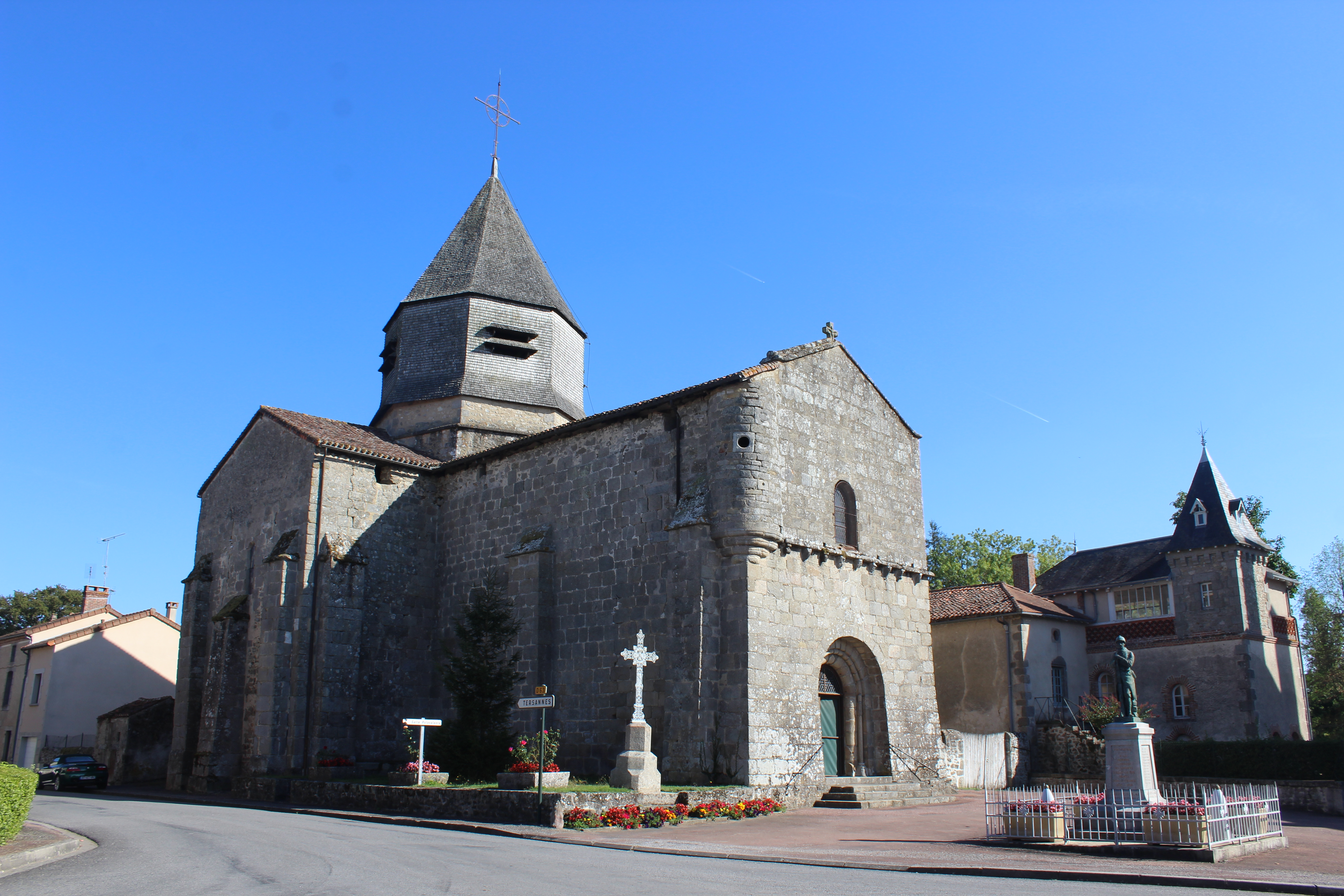
Kirche Saint-Genest
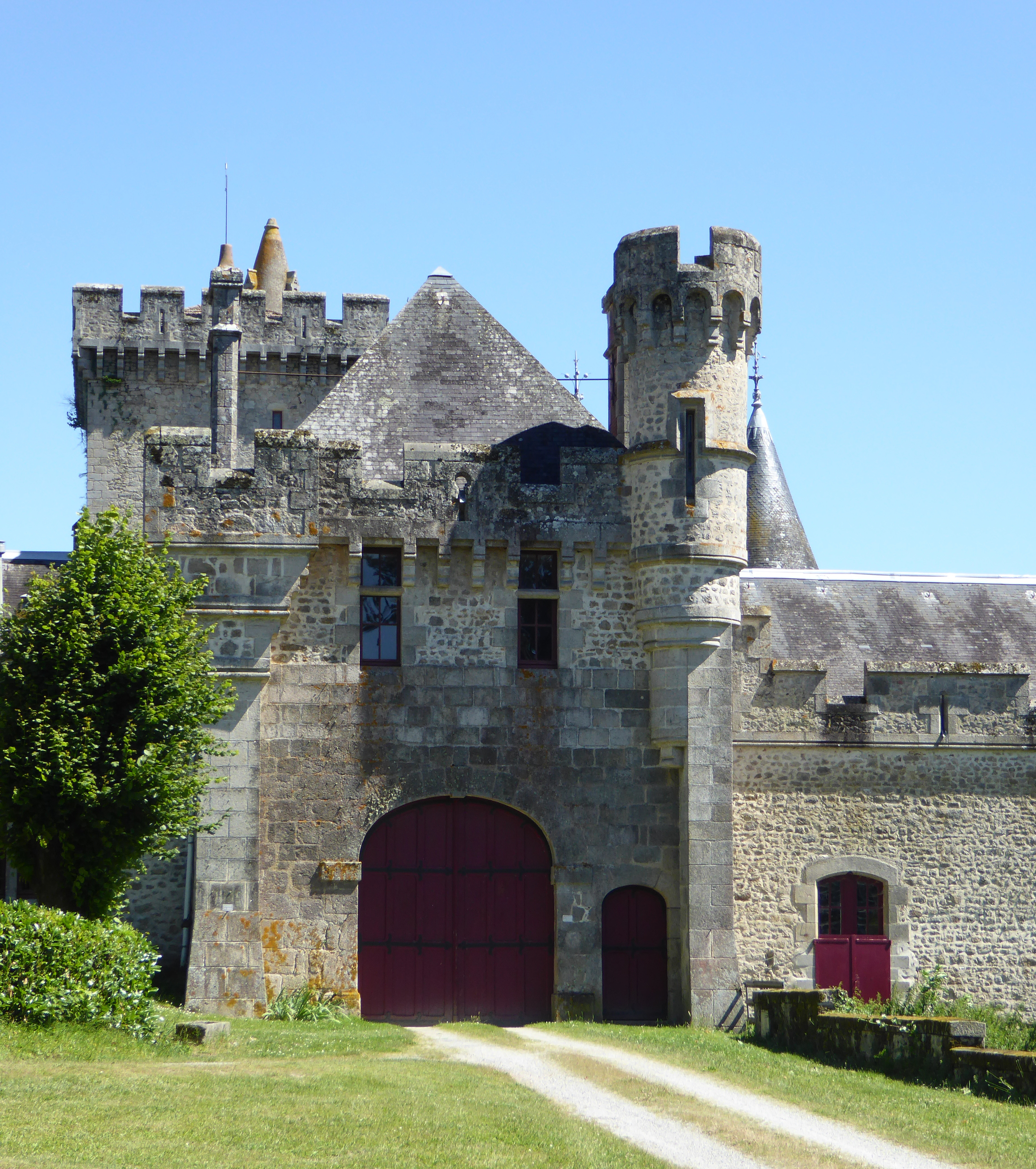
Schloss Ris-Chauveron
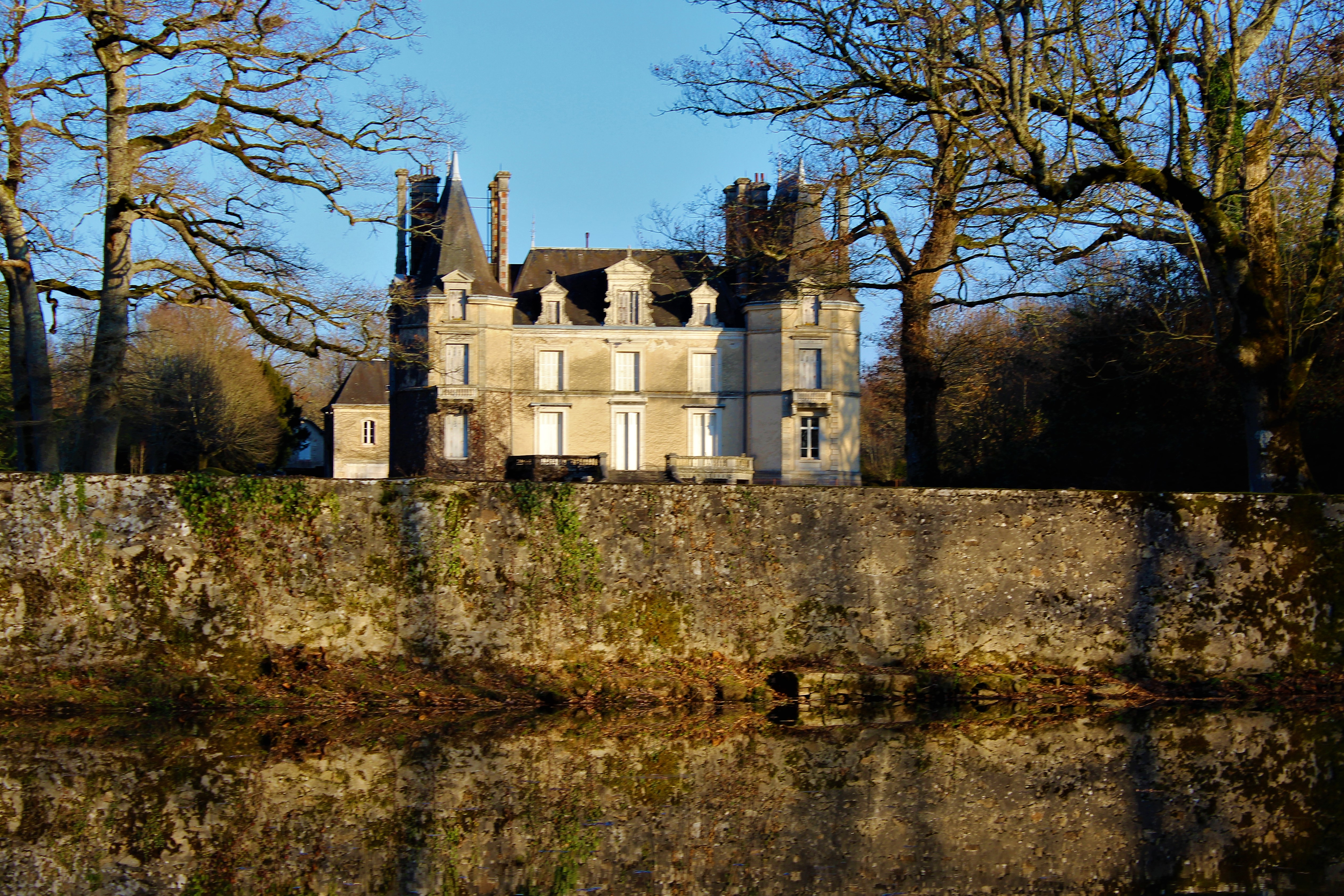
Schloss Puy-Mesnil

## Gemeindepartnerschaften
Mit den französischen Gemeinden Steinseltz und Wingen im Elsass bestehen freundschaftliche Beziehungen, jedoch keine Gemeindepartnerschaft im engeren Sinne.